# Diana Hontscharenko
Diana Bohdaniwna Hontscharenko (ukrainisch Діана Богданівна Гончаренко; englisch Diana Honcharenko; * 20. September 2004) ist eine ukrainische Leichtathletin, die sich auf den Sprint spezialisiert hat.

## Sportliche Laufbahn
Erste internationale Erfahrungen sammelte Diana Hontscharenko im Jahr 2021, als sie bei den U20-Balkan-Hallenmeisterschaften in Sofia mit 7,71 s im Vorlauf über 60 Meter ausschied. Im August siegte sie in 12,23 s im 100-Meter-Lauf bei den U18-Balkan-Meisterschaften in Kraljevo und mit der ukrainischen 4-mal-100-Meter-Staffel gewann sie in 48,44 s die Bronzemedaille. Im Jahr darauf belegte sie bei den U20-Balkan-Hallenmeisterschaften in Belgrad in 7,76 s den siebten Platz im 60-Meter-Lauf und 2023 wurde sie bei der 2. Liga der Team-Europameisterschaft im Rahmen der Europaspiele in Chorzów in 11,55 s Erste im B-Lauf über 100 Meter und kam mit der Staffel nicht ins Ziel. Anschließend belegte sie bei den U20-Europameisterschaften in Jerusalem in 11,60 s den siebten Platz über 100 Meter. 2025 verpasste sie bei den Balkan-Hallenmeisterschaften in Belgrad mit 7,52 s den Finaleinzug über 60 Meter, ehe sie bei den Halleneuropameisterschaften in Apeldoorn mit 7,48 s in der ersten Runde ausschied. Ende Juni belegte sie bei der 1. Liga der Team-Europameisterschaft in Madrid in 11,72 s den siebten Platz im B-Lauf über 100 Meter und gelangte mit der Staffel mit 44,52 s auf Rang sieben im B-Lauf. Anschließend schied sie bei den U23-Europameisterschaften in Bergen mit 11,68 s in der ersten Runde über 100 Meter aus. Kurz darauf schied sie bei den World University Games in Bochum mit 11,75 s im Halbfinale über 100 Meter aus und belegte dann bei den Balkan-Meisterschaften in Volos in 11,53 s den vierten Platz.
In den Jahren von 2023 bis 2025 wurde Hontscharenko ukrainische Meisterin im 100-Meter-Lauf sowie 2024 und 2025 Hallenmeisterin über 60 Meter.

## Persönliche Bestzeiten
- 100 Meter: 11,40 s (+1,2 m/s), 17. Juni 2025 in Lwiw
  - 60 Meter (Halle): 7,29 s, 2. Februar 2024 in Kiew